# Mojzes odhaja v Egipt (Perugino)
Mozes odhaja v Egipt je freska italijanskega renesančnega slikarja Pietra Perugina in njegove delavnice, izvedena okoli leta 1482 v Sikstinski kapeli v Rimu. Prikazuje potovanje preroka Mojzesa.

## Zgodovina
Naročilo dela je nastalo leta 1480, ko je Perugino krasil kapelo v stari baziliki svetega Petra  v Rimu. Papež Sikst IV.  je bil z njegovim delom zadovoljen in se je odločil, da mu naroči tudi dekoracijo nove kapele, ki jo je zgradil v vatikanski palači. Zaradi obsega dela se je kasneje Peruginu pridružila skupina slikarjev iz Firenc, med katerimi so bili tudi Sandro Botticelli, Domenico Ghirlandaio in drugi..
Peruginovi pomočniki v Sikstinski kapeli so bili tudi Pinturicchio. Nekatere figure na freski so mu tradicionalno pripisovali, vendar to umetnstni zgodovinarji 20. stoletja izpodbijajo.  Naslikali so jih Andrea d'Assisi, Rocco Zoppo ali, manj verjetno, Lo Spagna ali Bartolomeo della Gatta, drugi takratni Peruginovi sodelavci.

## Opis
Freska, ki prikazuje Mojzesovo potovanje, je prva na steni tik do oltarja in je na nasprotni steni obrnjena proti Kristusovemu krstu.
Slika prikazuje Mojzesa (oblačen v rumeno in zeleno kot na drugih freskah cikla), ki odhaja v Egipt, potem ko je bil izgnan iz Midžana, z Zipporah na njegovi desni. V sredini ga angel prosi, naj obreže njegovega sina Eliezerja (prizor na desni), kot znak zavezništva med Jahvejem in Izraelci. Krst, upodobljen na nasprotni freski, je več zgodnjekrščanskih pisateljev, vključno z Avguštinom, dejansko obravnavalo kot nekakšno »duhovno obrezovanje«. Ceremonija je na desni in vključuje Zipporah.
V desnem ozadju Moses in Zipporah pozdravijo Jetra pred odhodom. Naravni elementi vključujejo hribovsko pokrajino v ozadju, za katero so značilna tanka drevesa (vključno s palmo, simbolom krščanske žrtve) in ptice: dve od njih se parita, kar nakazuje na obnovitvene cikle narave. Na levem ozadju je skupina pastirjev. Dame s frfotajočimi oblekami so bile pogost element florentinskega zgodnjerenesančnega slikarstva, ki sta ga uporabljala tudi Domenico Ghirlandaio in Sandro Botticelli.